# Allan Ramsay (Maler)

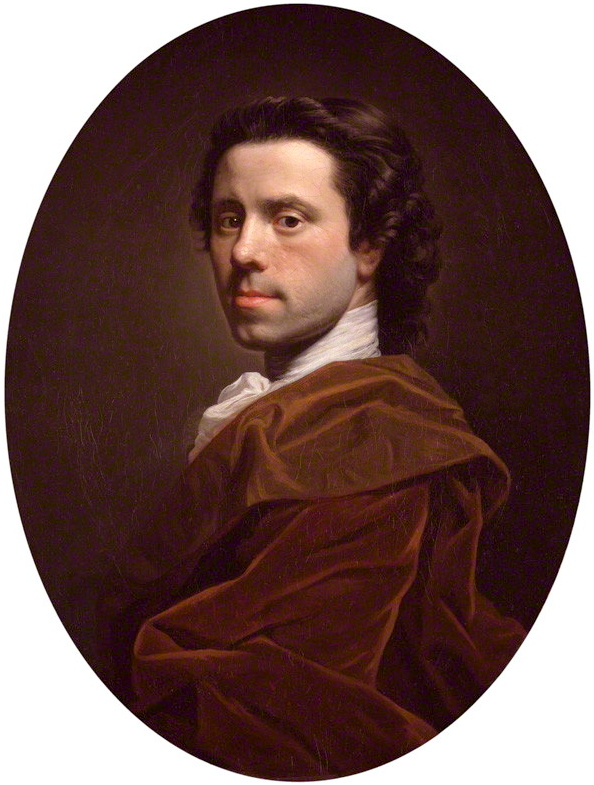
Selbstporträt von Allan Ramsay, um 1737–39

Allan Ramsay (* 13. Oktober 1713 in Edinburgh; † 10. August 1784 in Dover) war ein schottischer Porträtmaler. Er ist der älteste Sohn des Schriftstellers Allan Ramsay.

## Leben
Allan Ramsay wuchs im Haus eines literarisch produktiven Perückenmachers auf. Er lernte zuerst beim schwedischen Maler Hans Huyssing in London und arbeitete danach drei Jahre in Rom. Zwischen 1737 und 1782 unternahm er insgesamt vier Italienreisen. Nach seiner Rückkehr arbeitete er zuerst in Edinburgh. 1757 malte er ein Porträt des damaligen Fürsten von Wales, dem späteren Georg III., wodurch er in Adelskreisen zunehmend als Porträtmaler bekannt wurde. 1762 zog er nach London und wurde 1767 zum Hofmaler (Painter-in-Ordinary to the King) des seit 1760 regierenden Georg III. ernannt.
Ramsay war durch die Arbeit als Hofmaler stark beansprucht. Sie sicherte ihm ein regelmäßiges Einkommen, ließ ihm aber wenig Zeit für andere Werke als Porträts. Auch seinen Stil als Maler konnte er kaum weiterentwickeln. Um die anfallende Arbeit erledigen zu können, griff er auf die Hilfe von Assistenten zurück. Seine Reputation als Maler nahm Schaden, da er häufig nur sehr wenig persönlich zu den von ihm signierten Porträts beigetragen hatte.
Ramsays Karriere endete, als er sich 1773 bei einem Unfall den rechten Arm verletzte.
Ein Gemälde von ihm zeigt den Philosophen Jean-Jacques Rousseau in armenischer Tracht.

## Werke (Auswahl)

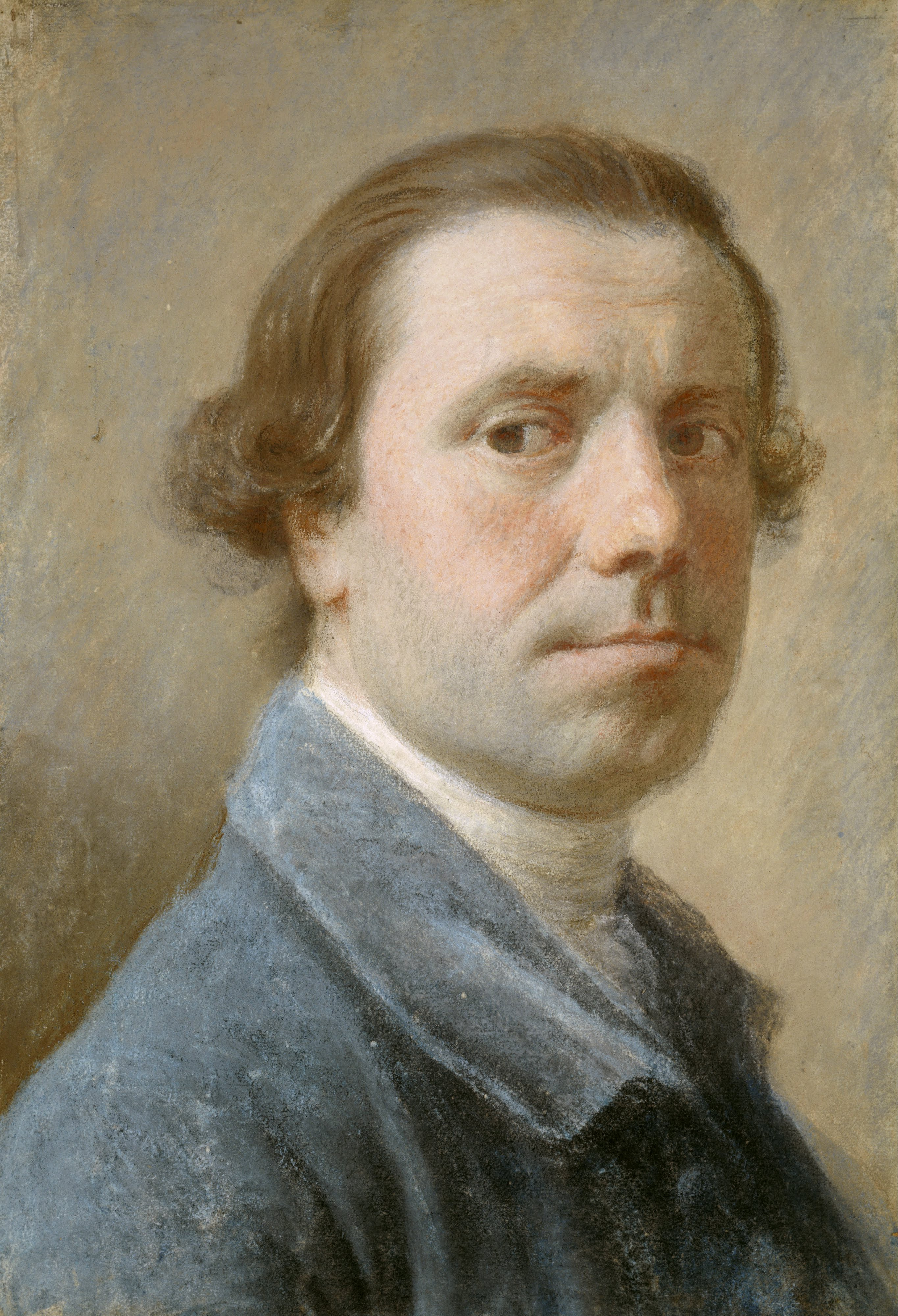
Selbstporträt, um 1756
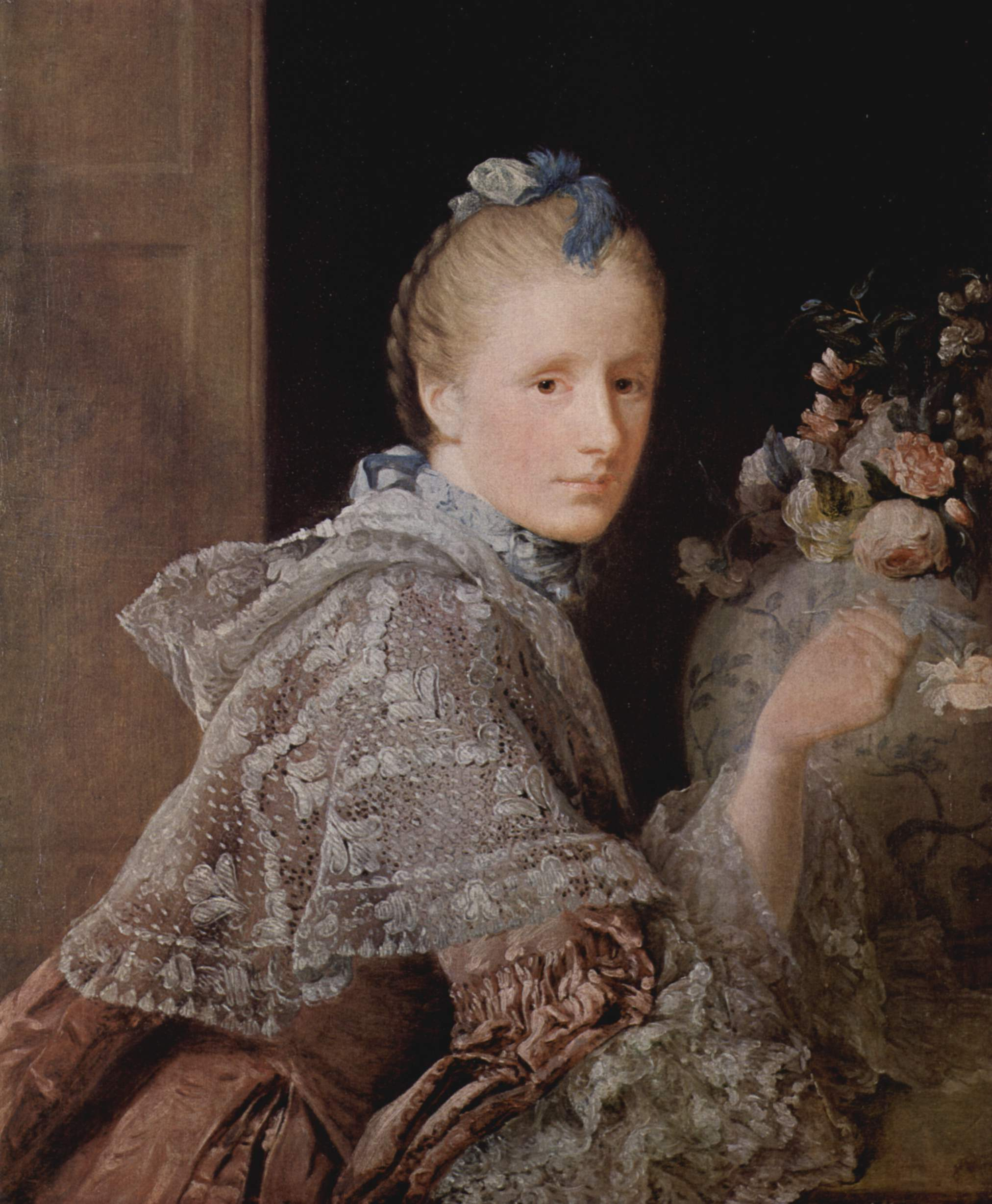
Porträt seiner Frau Margaret
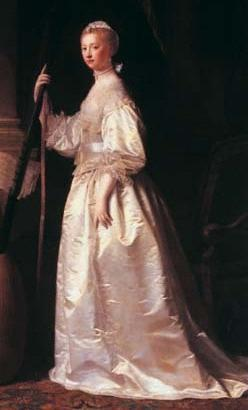
Lady Mary Coke
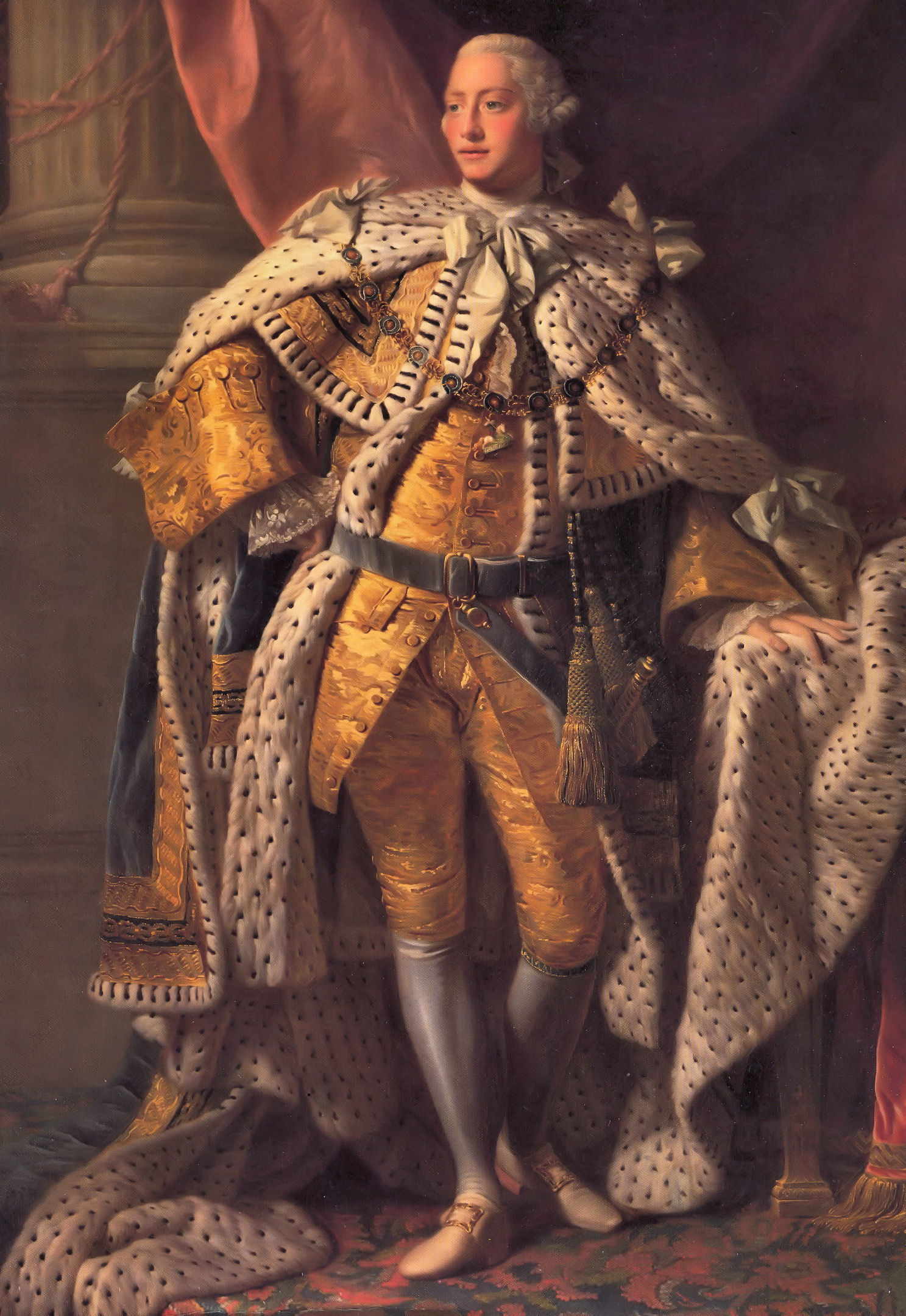
Porträt König Georg III. von Großbritannien